# Pyrenese gems
De Pyrenese gems (Rupicapra pyrenaica) is een zoogdier uit de familie der holhoornigen (Bovidae). De wetenschappelijke naam van de soort werd voor het eerst geldig gepubliceerd door Karel Lucien Bonaparte in 1845. In het Frans en Spaans wordt gewoonlijk de naam 'Isard' respectievelijk 'Isardo' of 'Rebeco' gebruikt.

## Ondersoorten
Er worden drie ondersoorten erkend:
- Rupicapra pyrenaica pyrenaica Bonaparte, 1845 – Pyrenese gems
- Rupicapra pyrenaica ornata Neumann, 1899 – Abruzzengems
- Rupicapra pyrenaica parva Cabrera, 1911 – Cantabrische gems

## Verspreiding en aantallen
De Pyrenese gems komt voornamelijk voor in de Pyreneeën van Spanje, Frankrijk en Andorra. Er is echter ook een ondersoort die in de Apennijnen van Italië voorkomt. De Pyrenese gems kon in aantal toenemen door de veranderingen in jachtregulaties, afname van landbouwactiviteiten, afname van de veehouderij en in mindere mate een verhoogd overlevingspercentage van volwassen dieren. In 2004 werd het aantal Pyrenese gemzen op 53.000 exemplaren geschat.
Het merendeel van de mannetjes van deze soort houdt zich op in struikgewassen onder de boomgrens, op hoogten tussen 2.000 en 2.200 meter boven zeeniveau. Vrouwtjes en gemengde groepen trekken vaker tussen verschillende hoogten en zijn 's zomers vaak op alpiene en boreale graslanden boven 2.200 meter hoogte te vinden. De aanwezigheid van Pyrenese gemzen hangt echter af van de aanwezigheid van vee in het gebied en gaan gebieden met grazend vee uit de weg. Dit heeft een effect op de hoogten waarop Pyrenese gemzen zich bevinden.

## Trivia
De Pyrenese gems is een nationaal symbool van Andorra. Met de steenarend staan ze op de munten van 1, 2 en 5 eurocent van Andorra.